# Roberto Manni
Roberto Manni (San Pancrazio Salentino, 3 marzo 1912 – Lecce, 5 dicembre 2003) è stato un pittore italiano.

## Biografia
Ha frequentato l'Accademia delle Belle Arti di Napoli e nel 1947 si è trasferito a Venezia. Elemento caratterizzante delle sue pitture è l'ulivo, ma si è dedicato anche ad altre tecniche figurative come il mosaico e la stampa.
Apprezzatissimo in Italia, ma anche all'estero, ha esposto le sue opere in varie mostre a Lecce, Brindisi, al Maggio di Bari, a Venezia , alla Quadriennale di Roma, alla Biennale delle Regioni, alla Rassegna Nazionale delle Arti Figurative, ai premi Marzotto, Michetti, Faretto, a Barcellona e Buenos Aires.
Ha conseguito premi di rilievo. Nel 1965 ha ricevuto il premio Europa Arte. Nel 1966 è stato premiato al Premio Riccione ed ha conseguito la medaglia d'oro del Presidente del Consiglio dei Ministri nella mostra organizzata dall'Associazione della Stampa.
Ha vinto il secondo premio nella mostra internazionale "Annuale Italiana d'Arte Grafica". Vi sono sue mostre permanenti in Italia, Francia, Inghilterra, Argentina.
Di grande pregio è un suo mosaico conservato a Brindisi sul Progresso scientifico e l'uomo. Molti suoi dipinti sono andati perduti.
È tornato a vivere nel Salento negli anni novanta. Molto legato alla sorella Lucia (vissuta fino a quasi 104 anni)  è morto nel dicembre del 2003, dopo una lunga malattia che lo aveva invalidato sia fisicamente che psichicamente.
| Controllo di autorità | SBN CFIV190867 |